# Бочкарёва, Наталья Петровна
Наталья Петровна Бочкарёва (1962, Чебоксары — 1995, Тольятти, Самарская область) — советская и российская спортсменка, специализировавшаяся на хоккее на траве и футболе. Мастер спорта СССР по футболу (1991).
Выпускница чебоксарской средней школы № 18. Занималась в хоккейной секции Чебоксарского электроаппаратного завода. Играла в хоккей на траве, получила звание кандидата в мастера спорта по хоккею на траве. В составе чебоксарской «Энергии» стала чемпионской РСФСР 1985 года по хоккею на траве. Впоследствии переключилась на футбол. Защищала цвета «Волжанки» из Чебоксар.
Вместе с самарским футбольным клубом ЦСК ВВС завоёвывала серебро чемпионата России 1992 года и становилась чемпионкой России 1993 года. Выступала за женские сборные СССР и России.
Похоронена в Чебоксарах.